# Phyllodromica cincticollis
Phyllodromica cincticollis es una especie de cucaracha del género Phyllodromica, familia Ectobiidae. Fue descrita científicamente por Lucas en 1849.
Habita en Argelia.